# Xã Bristol, Quận Kendall, Illinois
Xã Bristol (tiếng Anh: Bristol Township) là một xã thuộc quận Kendall, tiểu bang Illinois, Hoa Kỳ. Năm 2010, dân số của xã này là 26.230 người.